# رویکردهای دانش‌آموز به یادگیری
رویکردهای دانش‌آموز به یادگیری تئوری‌ایست از اینکه دانش‌آموزان، بسته به اهداف درک‌شده از دوره آموزشی ای که دارند آن را مطالعه می‌کنند، رویکردهای مختلفی را نسبت به این که چطور مطالعه می‌کنند به کار می‌بندند.
این تئوری از مطالعات بالینی دو روان‌شناس، Ference Marton و Roger Säljö، توسعه یافته‌است، که کشف کردند دانش آموزان، در رابطه با هر کار یادگیری، می‌توانند به دو گروه متمایز تقسیم شوند:
- آنان که رویکردی فهمی را نسبت به یادگیری اتخاذ کرده‌اند،
- و آنان که رویکرد بازتولید (یا بازساخت) را نسبت به یادگیری اتخاذ کرده‌اند.

این ها عموماً تحت عنوان رویکردهای «عمیق» و «ظاهری» (یا سطحی) مورد اشاره قرار می‌گیرند.

## رویکردهای یادگیری در برابر سبک‌های یادگیری
رویکردهای یادگیری با سبک‌های یادگیری یکسان نیستند. دانش‌آموزان از رویکردهای مخلفی برای کارهای مختلف استفاده می‌کنند.
رویکردهای یادگیری خصیصه‌های شخصیتی ذاتی نمی‌باشند؛ آن‌ها بواسطه تعامل دانش‌آموزان با کارهای یادگیری بخصوصی به وجود می آیند.